# K. G. Corfield Ltd
K. G. Corfield Ltd war ein britischer Kamerahersteller aus Wolverhampton.
Gründer und führender Kopf des Unternehmens war Kenneth Corfield (1924–2016), der die K. G. Corfield Ltd. Ende der 1940er Jahre in der Merridale Street gründete, um seinen Dunkelkammer-Belichtungsmesser Lumimeter zu produzieren. Bald stieg das Unternehmen in die Produktion von 35mm Kleinbildkameras ein und 1953 entstand die erste Periflex. Diese hatte ein 50mm f/3.5 Wechselobjektiv, das mit dem Leica-Bajonett versehen war. Damit konnten auch Leica-Objektive an dieser Kamera verwendet werden; der Preis lag jedoch deutlich unter demjenigen der Leica-Kameras. Corfield vertrieb Objektive im Brennweitenbereich von 28 mm bis 400 mm, die vom Enna Werk in München stammten.
Der Periflex I folgte die Periflex II und 1957 die Periflex 3 (auch in den Versionen 3a und 3b). Inzwischen zog das Unternehmen von Wolverhampton nach Nordirland. Dort entstand 1960 auch die meistverkaufte Corfieldkamera, die  Periflex Gold Star, die mit einem 50mm f/1.9 Objektiv ausgerüstet war. Die zunehmende Konkurrenz japanischer Fotounternehmen verdrängte die Periflex in den 1960er Jahren vom Markt. Es entstanden noch wenige Mittelformatkameras Corfield 66, aber 1971 wurde die K. G. Corfield Ltd geschlossen.
Kenneth Corfield entwickelte auch später weiter Kameras, unter anderem zusammen mit Gandolfi.